# فهرست گل‌های ملی فرانس پوشکاش
فرانس پوشکاش فوتبالیستی بود که بین سالهای ۱۹۵۶تا ۱۹۴۵ برای تیم ملی فوتبال مجارستان در پست مهاجم بازی می کرد. او بهترین گلزن کشورش درسطح بین‌المللی است که در ۸۵ بازی برای مجارستان ۸۴ گل به ثمر رسانده است. 

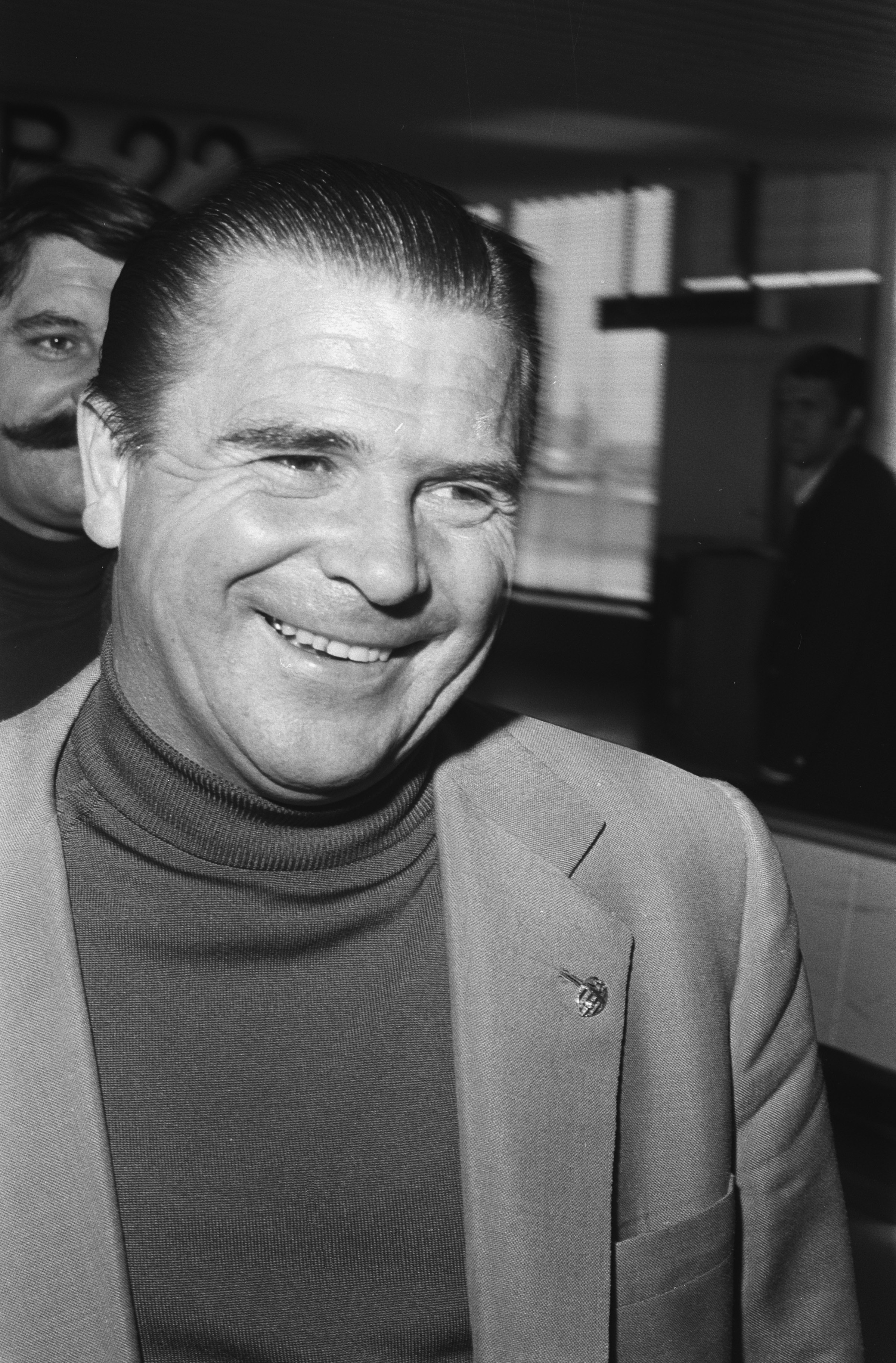

## گل‌های ملی
| تعداد | بازی | تاریخ           | میزبان                             | رقیب               | زده  | پایانی |
| ----- | ---- | --------------- | ---------------------------------- | ------------------ | ---- | ------ |
| ۱.    | ۱    | ۲۰ اوت ۱۹۴۵     | ورزشگاه هیذگوتی نندور ، بوداپست    | اتریش              | ۰-۱  | ۲-۵    |
| ۲.    | ۲    | ۳۰ سپتامبر ۱۹۴۵ | ورزشگاه هیذگوتی نندور ، بوداپست    | رومانی             | ۰-۲  | ۲-۷    |
| ۳.    | ۲    | ۳۰ سپتامبر ۱۹۴۵ | ورزشگاه هیذگوتی نندور ، بوداپست    | رومانی             | ۲-۶  | ۲-۷    |
| ۴.    | ۵    | ۳۰ اکتبر ۱۹۴۶   | ورزشگاه ایمایل ماریش ، اش-سور-آلزت | لوکزامبورگ         | ۰-۱  | ۲-۷    |
| ۵.    | ۵    | ۳۰ اکتبر ۱۹۴۶   | ورزشگاه ایمایل ماریش ، اش-سور-آلزت | لوکزامبورگ         | ۲-۴  | ۲-۷    |
| ۶.    | ۵    | ۳۰ اکتبر ۱۹۴۶   | ورزشگاه ایمایل ماریش ، اش-سور-آلزت | لوکزامبورگ         | ۲-۷  | ۲-۷    |
| ۷.    | ۶    | ۴ مه ۱۹۴۷       | ورزشگاه هیذگوتی نندور ، بوداپست    | اتریش              | ۰-۱  | ۲-۵    |
| ۸.    | ۷    | ۱۱ مه ۱۹۴۷      | ورزشگاه المپیک تورین ، تورین       | ایتالیا            | ۲-۲  | ۳-۲    |
| ۹.    | ۸    | ۲۹ ژوئن ۱۹۴۷    | ورزشگاه ستاره سرخ ، بلگراد         | یوگسلاوی           | ۱-۲  | ۲-۳    |
| ۱۰.   | ۱۰   | ۱۲ دسامبر ۱۹۴۷  | ورزشگاه جمهوری ، بخارست            | رومانی             | ۰-۲  | ۰-۳    |
| ۱۱.   | ۱۰   | ۱۲ دسامبر ۱۹۴۷  | ورزشگاه جمهوری ، بخارست            | رومانی             | ۰-۳  | ۰-۳    |
| ۱۲.   | ۱۳   | ۲۱ آوریل ۱۹۴۸   | ورزشگاه هیذگوتی نندور ، بوداپست    | سوئیس              | ۰-۱  | ۴-۷    |
| ۱۳.   | ۱۳   | ۲۱ آوریل ۱۹۴۸   | ورزشگاه هیذگوتی نندور ، بوداپست    | سوئیس              | ۰-۱  | ۴-۷    |
| ۱۴.   | ۱۴   | ۶ ژوئن ۱۹۴۸     | ورزشگاه هیذگوتی نندور ، بوداپست    | رومانی             | ۰-۴  | ۰-۹    |
| ۱۵.   | ۱۴   | ۶ ژوئن ۱۹۴۸     | ورزشگاه هیذگوتی نندور ، بوداپست    | رومانی             | ۰-۹  | ۰-۹    |
| ۱۶.   | ۱۵   | ۲۴ دسامبر ۱۹۴۸  | ورزشگاه جمهوری ، بخارست            | رومانی             | ۰-۱  | ۱-۵    |
| ۱۷.   | ۱۵   | ۲۴ دسامبر ۱۹۴۸  | ورزشگاه جمهوری ، بخارست            | رومانی             | ۰-۳  | ۱-۵    |
| ۱۸.   | ۱۵   | ۲۴ دسامبر ۱۹۴۸  | ورزشگاه جمهوری ، بخارست            | رومانی             | ۱-۵  | ۱-۵    |
| ۱۹.   | ۱۷   | ۱۰ آوریل ۱۹۴۹   | ورزشگاه استراوف ، پراگ             | چکسلواکی           | ۲-۱  | ۵-۲    |
| ۲۰.   | ۱۸   | ۸ مه ۱۹۴۹       | ورزشگاه هیذگوتی نندور ، بوداپست    | اتریش              | ۰-۳  | ۱-۶    |
| ۲۱.   | ۱۸   | ۸ مه ۱۹۴۹       | ورزشگاه هیذگوتی نندور ، بوداپست    | اتریش              | ۱-۵  | ۱-۶    |
| ۲۲.   | ۱۸   | ۸ مه ۱۹۴۹       | ورزشگاه هیذگوتی نندور ، بوداپست    | اتریش              | ۱-۶  | ۱-۶    |
| ۲۳.   | ۲۱   | ۱۰ ژوئیه ۱۹۴۹   | ورزشگاه اوله گابور اوتای ، دبرتسن  | لهستان             | ۰-۳  | ۲-۸    |
| ۲۴.   | ۲۱   | ۱۰ ژوئیه ۱۹۴۹   | ورزشگاه اوله گابور اوتای ، دبرتسن  | لهستان             | ۲-۸  | ۲-۸    |
| ۲۵.   | ۲۲   | ۱۶ اکتبر ۱۹۴۹   | ورزشگاه ارنست هاپل ، وین           | اتریش              | ۱-۱  | ۳-۴    |
| ۲۶.   | ۲۲   | ۱۶ اکتبر ۱۹۴۹   | ورزشگاه ارنست هاپل ، وین           | اتریش              | ۳-۴  | ۳-۴    |
| ۲۷.   | ۲۳   | ۳۰ اکتبر ۱۹۴۹   | ورزشگاه هیذگوتی نندور ، بوداپست    | بلغارستان          | ۰-۴  | ۰-۵    |
| ۲۸.   | ۲۳   | ۳۰ اکتبر ۱۹۴۹   | ورزشگاه هیذگوتی نندور ، بوداپست    | بلغارستان          | ۰-۵  | ۰-۵    |
| ۲۹.   | ۲۴   | ۲۰ نوامبر ۱۹۴۹  | ورزشگاه هیذگوتی نندور ، بوداپست    | سوئد               | ۰-۲  | ۰-۵    |
| ۳۰.   | ۲۵   | ۳۰ آوریل ۱۹۵۰   | ورزشگاه هیذگوتی نندور ، بوداپست    | چکسلواکی           | ۰-۱  | ۰-۵    |
| ۳۱.   | ۲۵   | ۳۰ آوریل ۱۹۵۰   | ورزشگاه هیذگوتی نندور ، بوداپست    | چکسلواکی           | ۰-۵  | ۰-۵    |
| ۳۲.   | ۲۶   | ۱۴ مه ۱۹۵۰      | ورزشگاه ارنست هاپل ، وین           | اتریش              | ۲-۲  | ۵-۳    |
| ۳۳.   | ۲۷   | ۴ ژوئن ۱۹۵۰     | ورزشگاه ارتش لهستان, ورشو          | لهستان             | ۰-۱  | ۲-۵    |
| ۳۴.   | ۲۷   | ۴ ژوئن ۱۹۵۰     | ورزشگاه ارتش لهستان, ورشو          | لهستان             | ۱-۵  | ۲-۵    |
| ۳۵.   | ۲۸   | ۲۴ سپتامبر ۱۹۵۰ | ورزشگاه هیذگوتی نندور ، بوداپست    | آلبانی             | ۰-۱  | ۰-۱۲   |
| ۳۶.   | ۲۸   | ۲۴ سپتامبر ۱۹۵۰ | ورزشگاه هیذگوتی نندور ، بوداپست    | آلبانی             | ۰-۴  | ۰-۱۲   |
| ۳۷.   | ۲۸   | ۲۴ سپتامبر ۱۹۵۰ | ورزشگاه هیذگوتی نندور ، بوداپست    | آلبانی             | ۰-۱۱ | ۰-۱۲   |
| ۳۸.   | ۲۸   | ۲۴ سپتامبر ۱۹۵۰ | ورزشگاه هیذگوتی نندور ، بوداپست    | آلبانی             | ۰-۱۲ | ۰-۱۲   |
| ۳۹.   | ۲۹   | ۲۹ اکتبر ۱۹۵۰   | ورزشگاه هیذگوتی نندور ، بوداپست    | اتریش              | ۰-۱  | ۳-۴    |
| ۴۰.   | ۲۹   | ۲۹ اکتبر ۱۹۵۰   | ورزشگاه هیذگوتی نندور ، بوداپست    | اتریش              | ۰-۲  | ۳-۴    |
| ۴۱.   | ۲۹   | ۲۹ اکتبر ۱۹۵۰   | ورزشگاه هیذگوتی نندور ، بوداپست    | اتریش              | ۳-۴  | ۳-۴    |
| ۴۲.   | ۳۱   | ۲۷ مه ۱۹۵۱      | ورزشگاه هیذگوتی نندور ، بوداپست    | لهستان             | ۰-۴  | ۰-۶    |
| ۴۳.   | ۳۱   | ۲۷ مه ۱۹۵۱      | ورزشگاه هیذگوتی نندور ، بوداپست    | لهستان             | ۰-۵  | ۰-۶    |
| ۴۴.   | ۳۳   | ۱۸ نوامبر ۱۹۵۱  | ورزشگاه هیذگوتی نندور ، بوداپست    | فنلاند             | ۰-۶  | ۰-۸    |
| ۴۵.   | ۳۳   | ۱۸ نوامبر ۱۹۵۱  | ورزشگاه هیذگوتی نندور ، بوداپست    | فنلاند             | ۰-۷  | ۰-۸    |
| ۴۶.   | ۳۶   | ۲۷ مه ۱۹۵۲      | ورزشگاه دینامو مرکزی ، مسکو        | اتحاد جماهیر شوروی | ۲-۱  | ۲-۱    |
| ۴۷.   | ۳۷   | ۱۵ ژوئن ۱۹۵۲    | ورزشگاه ارتش لهستان، ورشو          | لهستان             | ۰-۲  | ۱-۵    |
| ۴۸.   | ۳۷   | ۱۵ ژوئن ۱۹۵۲    | ورزشگاه ارتش لهستان، ورشو          | لهستان             | ۰-۴  | ۱-۵    |
| ۴۹.   | ۳۸   | ۲۲ ژوئن ۱۹۵۲    | ورزشگاه المپیک هلسینکی, هلسینکی    | فنلاند             | ۰-۱  | ۱-۶    |
| ۵۰.   | ۴۱   | ۲۴ ژوئیه ۱۹۵۲   | ورزشگاه آرتو تولسا آرنا ، کوتکا    | ترکیه              | ۰-۴  | ۱-۷    |
| ۵۱.   | ۴۱   | ۲۴ ژوئیه ۱۹۵۲   | ورزشگاه آرتو تولسا آرنا ، کوتکا    | ترکیه              | ۱-۷  | ۱-۷    |
| ۵۲.   | ۴۲   | ۲۸ ژوئیه ۱۹۵۲   | ورزشگاه المپیک هلسینکی، هلسینکی    | سوئد               | ۰-۱  | ۰-۶    |
| ۵۳.   | ۴۳   | ۲ اوت ۱۹۵۲      | ورزشگاه المپیک هلسینکی، هلسینکی    | یوگسلاوی           | ۰-۱  | ۰-۲    |
| ۵۴.   | ۴۴   | ۲۰ سپتامبر ۱۹۵۲ | ورزشگاه وانکدورف ، برن             | سوئیس              | ۲-۱  | ۲-۴    |
| ۵۵.   | ۴۴   | ۲۰ سپتامبر ۱۹۵۲ | ورزشگاه وانکدورف ، برن             | سوئیس              | ۲-۲  | ۲-۴    |
| ۵۶.   | ۴۷   | ۱۷ مه ۱۹۵۳      | ورزشگاه المپیک رم ، رم             | ایتالیا            | ۰-۲  | ۰-۳    |
| ۵۷.   | ۴۷   | ۱۷ مه ۱۹۵۳      | ورزشگاه المپیک رم ، رم             | ایتالیا            | ۰-۳  | ۰-۳    |
| ۵۸.   | ۴۸   | ۵ ژوئیه ۱۹۵۳    | ورزشگاه روسوندا ، استکهلم          | سوئد               | ۰-۱  | ۲-۴    |
| ۵۹.   | ۴۹   | ۴ اکتبر ۱۹۵۳    | ورزشگاه استراوف ، پراگ             | چکسلواکی           | ۱-۵  | ۱-۵    |
| ۶۰.   | ۵۲   | ۲۵ نوامبر ۱۹۵۳  | ورزشگاه ومبلی ، لندن               | انگلستان           | ۱-۳  | ۳-۶    |
| ۶۱.   | ۵۲   | ۲۵ نوامبر ۱۹۵۳  | ورزشگاه ومبلی ، لندن               | انگلستان           | ۱-۴  | ۳-۶    |
| ۶۲.   | ۵۳   | ۱۲ فوریه ۱۹۵۴   | قاهره ، مصر                        | مصر                | ۰-۱  | ۰-۳    |
| ۶۳.   | ۵۳   | ۱۲ فوریه ۱۹۵۴   | قاهره ، مصر                        | مصر                | ۰-۲  | ۰-۳    |
| ۶۴.   | ۵۵   | ۲۳ مه ۱۹۵۴      | ورزشگاه فرنتس پوشکاش , بوداپست     | انگلستان           | ۰-۲  | ۱-۷    |
| ۶۵.   | ۵۵   | ۲۳ مه ۱۹۵۴      | ورزشگاه فرنتس پوشکاش , بوداپست     | انگلستان           | ۱-۷  | ۱-۷    |
| ۶۶.   | ۵۶   | ۱۷ ژوئن ۱۹۵۴    | ورزشگاه هادتوم, زوریخ              | کرهٔ جنوبی          | ۰-۱  | ۰-۹    |
| ۶۷.   | ۵۶   | ۱۷ ژوئن ۱۹۵۴    | ورزشگاه هادتوم, زوریخ              | کرهٔ جنوبی          | ۰-۹  | ۰-۹    |
| ۶۸.   | ۵۷   | ۲۰ ژوئن ۱۹۵۴    | ورزشگاه سنت یاکوب, بازل            | آلمان              | ۰-۲  | ۳-۸    |
| ۶۹.   | ۵۸   | ۴ ژوئیه ۱۹۵۴    | ورزشگاه وانکدورف, برن              | آلمان              | ۰-۱  | ۳-۲    |
| ۷۰.   | ۶۵   | ۸ مه ۱۹۵۵       | ورزشگاه اولولوا , اسلو             | نروژ               | ۰-۳  | ۰-۵    |
| ۷۱.   | ۶۶   | ۱۱ مه ۱۹۵۵      | ورزشگاه روسوندا, استکهلم           | سوئد               | ۰-۲  | ۳-۷    |
| ۷۲.   | ۶۶   | ۱۱ مه ۱۹۵۵      | ورزشگاه روسوندا, استکهلم           | سوئد               | ۳-۶  | ۳-۷    |
| ۷۳.   | ۶۸   | ۱۹ مه ۱۹۵۵      | ورزشگاه المپیک هلسینکی، هلسینکی    | فنلاند             | ۰-۳  | ۱-۹    |
| ۷۴.   | ۷۰   | ۱۷ سپتامبر ۱۹۵۵ | ورزشگاه المپیک پونتواز, لوزان      | سوئیس              | ۲-۴  | ۴-۵    |
| ۷۵.   | ۷۰   | ۱۷ سپتامبر ۱۹۵۵ | ورزشگاه المپیک پونتواز, لوزان      | سوئیس              | ۴-۵  | ۴-۵    |
| ۷۶.   | ۷۱   | ۲۵ سپتامبر ۱۹۵۵ | ورزشگاه فرنتس پوشکاش , بوداپست     | اتحاد جماهیر شوروی | ۱-۱  | ۱-۱    |
| ۷۷.   | ۷۳   | ۱۶ اکتبر ۱۹۵۵   | ورزشگاه فرنتس پوشکاش , بوداپست     | اتریش              | ۱-۶  | ۱-۶    |
| ۷۸.   | ۷۴   | ۱۳ نوامبر ۱۹۵۵  | ورزشگاه فرنتس پوشکاش , بوداپست     | سوئد               | ۱-۳  | ۲-۴    |
| ۷۹.   | ۷۵   | ۲۷ نوامبر ۱۹۵۵  | ورزشگاه فرنتس پوشکاش , بوداپست     | ایتالیا            | ۰-۱  | ۰-۲    |
| ۸۰.   | ۷۶   | ۱۹ فوریه ۱۹۵۶   | ورزشگاه شکری سراج‌اوغلو, استانبول   | ترکیه              | ۳-۱  | ۳-۱    |
| ۸۱.   | ۷۷   | ۲۹ فوریه ۱۹۵۶*  | ورزشگاه رفیق الحریری, بیروت        | لبنان              | ۰-۲  | ۱-۴    |
| ۸۲.   | ۷۹   | ۳ ژوئن ۱۹۵۶     | ورزشگاه کینگ بودوئن, بروکسل        | بلژیک              | ۱-۱  | ۵-۴    |
| ۸۳.   | ۸۲   | ۱۶ سپتامبر ۱۹۵۶ | ورزشگاه ستاره سرخ, بلگراد          | یوگسلاوی           | ۱-۳  | ۱-۳    |
| ۸۴.   | ۸۵   | ۱۴ اکتبر ۱۹۵۶   | ورزشگاه ارنست هاپل, وین            | اتریش              | ۰-۱  | ۰-۲    |

## آمار کلی
| تیم ملی فوتبال مجارستان | تیم ملی فوتبال مجارستان | تیم ملی فوتبال مجارستان |
| سال                     | بازی                    | گل                      |
| ----------------------- | ----------------------- | ----------------------- |
| ۱۹۴۵                    | ۲                       | ۳                       |
| ۱۹۴۶                    | ۳                       | ۳                       |
| ۱۹۴۷                    | ۵                       | ۵                       |
| ۱۹۴۸                    | ۶                       | ۷                       |
| ۱۹۴۹                    | ۸                       | ۱۱                      |
| ۱۹۵۰                    | ۶                       | ۱۲                      |
| ۱۹۵۱                    | ۳                       | ۴                       |
| ۱۹۵۲                    | ۱۲                      | ۱۰                      |
| ۱۹۵۳                    | ۷                       | ۶                       |
| ۱۹۵۴                    | ۱۱                      | ۸                       |
| ۱۹۵۵                    | ۱۲                      | ۱۰                      |
| ۱۹۵۶                    | ۹                       | ۴                       |
| مجموع                   | ۸۵                      | ۸۴                      |